# Trnávka (Dolný Dudváh)
Die Trnávka ist ein 41,3 km langer Fluss in der Westslowakei.
Sie entspringt in den Kleinen Karpaten unterhalb des Bergs Vápenková skala (469 m n.m.) bei der Siedlung Rozbehy, die zur Gemeinde Cerová gehört. Nach der anfänglichen Strecke Richtung Osten wendet sie sich bei der Datschensiedlung Sokolské chaty nach Süd-Südosten und bleibt generell bei dieser Himmelsrichtung bis zur Mündung. Bei Trstín erreicht sie das Hügelland Trnavská pahorkatina und fließt durch den Stausee Boleráz zwischen Bíňovce und Boleráz. Auf der weiteren Strecke trennt der Fluss die Orte Bohdanovce nad Trnavou und Šelpice voneinander, bevor er die Stadt Trnava erreicht. Dort fließt die Trnávka quer durch das Stadtzentrum, die südlichen Stadtteile und Modranka. Zwischen Zeleneč und Opoj nimmt sie die rechtsufrige Parná auf, bevor sie am östlichen Rand von Majcichov in den Dolný Dudváh mündet.